# Chandanmatti, Dharwad
Chandanmatti là một làng thuộc tehsil Dharwad, huyện Dharwad, bang Karnataka, Ấn Độ.